# V Bootis
Désignations
V Bootis est une étoile variable de la constellation du Bouvier, située à environ 477 pc (∼1 560 al) de la Terre.